# José Benito de Churriguera

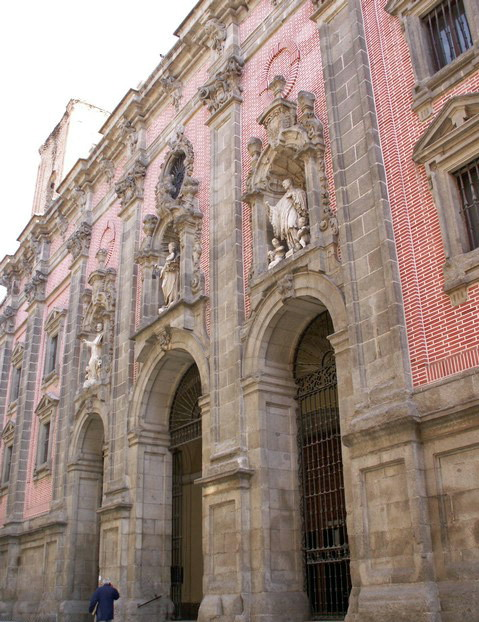
Kostel sv. Kajetána, Madrid

José Benito de Churriguera (21. března 1665, Madrid, Španělsko – 2. března 1725, tamtéž) byl španělský barokní architekt, sochař a urbanista, jehož styl získal přívlastek churrigueresco. Měl dva bratry – Joaquina (1674–1724) a Alberta (1676–1750), kteří byli ve své době uznáváni jako přední architekti.

## Dílo
- Kostel a klášter sv. Štěpána, Salamanca
- Katedrála, Salamanca
- Kostel sv. Sebastiana, Madrid
- Kostel sv. Kajetána, Madrid
- Kostel sv. Tomáše, Madrid
- Palác Goyeneche, Madrid
- Kaple v katedrále, Segovia
- Katedrála, Palencia